# The Partisans
A The Partisans egy walesi punkegyüttes. Zenei hatásukként a Sex Pistols-t, a Clash-t és a Ramones-t jelölték meg. 1978-ban alakultak meg Bridgendben.

## Tagok
- Rob Harrington
- Andy Lealand
- Magnus Neundorff
- Charlie Claesson

Rajtuk kívül még többen megfordultak a zenekarban.

## Diszkográfia
- The Partisans (1983)
- Time Was Right (1984)
- The Best of the Partisans (1999)
- Idiot Nation (2004)